# Сасунци Давід (станція метро)
Сасунци́ Даві́д (вірм. Սասունցի Դավիթ) («Давід Сасунський») — наземна станція Єреванського метрополітену між станціями «Анрапетуцян Храпарак» та «Горцаранаїн» в центрі Єревана, в районі Шенгавіт з виходом до площі Давіда Сасунського, залізничного вокзалу, проспекту Тиграна Меца (Тиграна Великого), пам'ятнику Давіду Сасунському та фортеці Еребуні.

## Історія
Станція відкрита 7 березня 1981 року. Свою назву станція отримала на честь легендарного середньовічного вірменського епосу, що розповідає про боротьбу богатирів з Сасуну (область в середньовічній Вірменії, нині&nbsp— в складі Туреччині) проти арабських загарбників — Сасунци Давіда (Давіда Сасунського).
1 квітня 2023 року, о 14:23, на перегоні між станціями «Сасунци Давід» та «Зоравар Андранік» сталася аварія зернового елеватора. В результаті камені потрапили на колії метрополітену та контактну рейку, що унеможливило штатне функціонування метрополітену. Рух поїздів було тимчасово припинено. Постраждалих внаслідок обвалення не було. О 15:10 того ж дня поїзди почали курсували у реверсному режимі однієї з неушкоджених колій. Працівники різних служб метрополітену працювали майже всю ніч над відновлення штатного руху поїздів і наступного дня, 2 квітня, о 07:00 рух поїздів лінією було відновлено у повному обсязі.

## Загальні характеристики
Конструкція станції — наземна відкрита.
Колійний розвиток — три стрілочних переводи, пошерсний з'їзд та одноколійний гейт до залізниці.
Оздоблення — навіс підтримує одним рядом багатокутні колони. Стеля станції прикрашена пересічними лініями, що утворюють візерунок і нагадує зірку Давида.

## Вестибюлі
Вихід у місто до вулиць Святого Севану і Тиграна Меца та до залізничної станції Єреван.
Вихід з метро через тристрічковий ескалаторний нахил. Донизу, у підземний перехід, що йде під усіма коліями, з якого, якщо йти праворуч, можна піднятися на залізничні платформи, до залізничного вокзалу і на привокзальну площу, якщо йти ліворуч — вихід до промислової зону.